# Wind Chill - Ghiaccio rosso sangue
Wind Chill - Ghiaccio rosso sangue (Wind Chill) è un film del 2007 diretto da Gregory Jacobs.
Film horror con protagonisti due studenti americani, interpretati da Emily Blunt e Ashton Holmes, dei quali non viene mai detto il nome, che sono vittime di un incidente e restano una notte isolati in mezzo a una tormenta di neve.

## Trama
Una studentessa universitaria è alla ricerca di un passaggio per tornare a casa e trascorrervi le festività natalizie. Sarà un ragazzo del suo stesso corso a offrirsi di accompagnarla.
Tutto al principio sembra procedere senza problemi, salvo per alcuni screzi che nascono tra i due giovani a causa del carattere difficile della ragazza, fino a quando il suo accompagnatore, segretamente innamorato di lei, decide di lasciare l'autostrada e di prendere una scorciatoia per passare così molto più tempo in compagnia della sua passeggera. Questa decisione si rivelerà però alquanto infelice, perché un folle alla guida di un autoveicolo manderà fuori strada la macchina dello studente e così i due sventurati si ritroveranno sperduti in mezzo a un bosco innevato, isolati dal mondo, con scorte limitate di cibo e circondati dalle terrificanti creature umane che popolano la foresta.
Più tardi un uomo racconterà alla studentessa che una cinquantina di anni prima, proprio in quel bosco, erano morte tragicamente alcune persone, tra le quali un poliziotto e dei monaci eremiti. La ragazza capisce così che quegli uomini si aggirano ancora tra gli alberi, intrappolati in una soprannaturale ripetizione degli eventi che portarono alla loro tragica morte.

## Produzione
Tra i produttori esecutivi della pellicola figurano Steven Soderbergh e George Clooney.